# 조선민주주의인민공화국의 장애
북한의 사회적 상황에 대한 다른 정보와 마찬가지로 북한의 장애에 대한 신뢰할 수 있는 정보는 찾기 어렵다. 2016년 현재 북한은 유엔 장애인 권리 협약에 가입되어 있다.
김일성 치하에서 장애인 재향군인들은 높은 사회적 지위를 누렸다. 1970년에 장애인 군인을 고용하는 공장이 설립되었다. 북한학자 표도르 테르티츠키에 따르면 김일성 치하의 다른 장애인들의 삶은 "끔찍하지는 않더라도 슬프다"고 한다. 1998년에는 공중보건부의 지원을 받아 장애인의 권익을 대변하기 위해 한국장애인지원협회(이후 한국장애인보호연맹으로 명칭 변경)가 설립되었다.